# Прилеп на Сави
Прилепът на Сави (Hypsugo savii) е вид малък прилеп от семейство Гладконоси прилепи (Vespertilionidae), който е разпространен в Европа, Северна Африка и Азия, включително в България.

## Общи сведения
Дължината на тялото с главата е 42-55 mm, дължината на опашката – 31-45 mm, размахът на крилете – 220-230 mm, а масата – 6-10 g. Козината на гърба е променлива, най-често тъмнокафява до черна, като върховете на космите са светлозлатисти. Ушите и летателните мембрани са тъмни. Крилата са сравнително широки.

## Разпространение
Прилепът на Сави е разпространен в Европа, южно от Алпите и река Дунав, в Северна Африка до Канарските острови и Кабо Верде и в голяма част от Азия до Япония и Бирма. В България се среща в цялата страна, най-често в карстови райони.
Обитава различни места – пукнатини, тавани, кухи дънери.

## Начин на живот и хранене
Излиза на лов 20-30 минути след залез. Ловува през цялата нощ и лети над корони на дървета, къщи, хълмове и тревисти равнини.
Унищожава вредни насекоми - нощни пеперуди, Hymenoptera и Diptera. 

## Размножаване
През юли женските раждат две малки. Прилепът на Сави образува летни размножителни колонии, включващи от 15-20 до 50-70 женски и малките им.